# Luidja
Luidja est un village de la commune de Hiiumaa du comté de Hiiu en Estonie.
Au 31 décembre 2011, il compte 34 habitants.